# Ophiopterus cincticornis
Ophiopterus cincticornis là một loài tò vò trong họ Ichneumonidae.